# تاشريك غولدمان
تاشريك غولدمان (بالإنجليزية: Tashrique Goldman)‏ (21 مايو 1983 ببورت إليزابيث في جنوب أفريقيا - ) هو لاعب كرة قدم جنوب أفريقي في مركز حراسة المرمى. لعب مع نادي جامعة بريتوريا وماريتزبرغ يونايتد ‏ وChippa United F.C. ‏ وF.C. Cape Town ‏.

## وصلات خارجية
- تاشريك غولدمان على موقع قاعدة بيانات كرة القدم.إي يو (الإنجليزية)
- تاشريك غولدمان على موقع Soccerway.com (الإنجليزية)